# Meståg
Meståg kallas födosökande blandflockar med olika arter av småfåglar som flyger från träd till träd för att hitta föda. I norra temperade zonen utgörs kärnan i dessa flockar typiskt av mesar (Paridae), som ofta får sällskap av nötväckor (Sitta), trädkrypare (Certhia), mindre hackspettar (Picidae), kungsfåglar (Regulus), och i Nordamerika även av skogssångare (Parulidae) och vireor (Vireonidae). Alla dessa arter är insektsätare och beteendet förekommer främst på vinterhalvåret, utanför häckningssäsong.
I tropiska skogsområden är födosökande blandflockar mycket vanliga och en mängd arter kan ingå. I Neotropikerna utgörs kärnan i dessa flockar främst av kardinaler (Cardinalidae), skogssångare (Parulidae), och framför allt fältsparvar (Emberizidae) och tangaror (Thraupidae). Andra arter utgörs exempelvis av hackspettar (Picidae), tukaner (Ramphastidae) och trogoner (Trogonidae). 
Fördelen med detta beteende är fortfarande oklart, men studier indikerar att det ger visst skydd mot predatorer, speciellt för mindre vaksamma arter som vireor och hackspettar, men även öka effektiviteten i födosökandet.
För att fåglarna i dessa blandflockar inte ska drabbas av konkurrensen så har de specialiserat sig på att söka mat i olika delar av trädkronan, det vill säga att de söker föda i olika ekologiska nischer. Mindre och lättare arter letar föda längst ut på grenarna, medan större arter letar föda längre in.